# Michelle Jin
Michelle Jin (en chino: 米歇尔·金) (Wenzhou, Zhejiang; 1974) es una culturista profesional sino-estadounidense. También ha sido competidora de fitness y figura.

## Primeros años y educación
Michelle Jin nació en 1974 en la ciudad de Wenzhou, en la provincia china de Zhejiang. Se crio en una familia conservadora, en la que el culturismo probablemente no se consideraba una verdadera carrera profesional. En 1987 se trasladó a los Estados Unidos. En 1996, un amigo la llevó a un gimnasio, donde empezó a entrenar y a desarrollar su cuerpo.

## Carrera en figura
- 2010 - NPC San Francisco Championships - 3º puesto (figura B).[2]

## Carrera en competición de físico
- 2011 - NPC Junior Nationals - 16º puesto
- 2014 - NPC Junior USA - 1º puesto
- 2016 - IFBB Omaha Pro - 11º puesto'
- 2017 - IFBB Arnold Classic - 16º puesto
- 2018 - IFBB Champions of Power and Grace - 16º puesto / 12º puesto (Masters 35+)[2]

## Carrera en culturismo
- 2006 - NPC Contra Costa (CA) Championships - 2º puesto (LW)
- 2019 - IFBB Omaha Pro - 2º puesto
- 2021 - IFBB Toronto Pro Supershow - 3º puesto
- 2022 - IFBB New York Pro - 3º puesto
- 2022 - IFFB Toronto Pro - 2º puesto[2]

## Vida personal
Jin reside en Hillsborough, en Carolina del Norte.